# Matekovits Mihály
Matekovits Mihály (Arad, 1946. január 31. –) aradi matematikai és csillagászati ismeretterjesztő író. Matekovits György öccse.

## Életútja, munkássága
A középiskolát szülővárosában végezte, a temesvári egyetemen matematika-mechanika szakos diplomát szerzett (1968). Tanári pályáját Fazekasvarsándon kezdte, 1971-től az aradi 1. számú általános iskola aligazgatója, 1980–1989 közt igazgatója, 1990-től Arad megyei tanfelügyelő, később főtanfelügyelő-helyettes, sokat tett a szórványmagyarságért, a szórványvidék magyar gyermekeinek anyanyelvi oktatásáért. 1990-ben RMDSZ megyei alelnökének választották. 2005. szeptember 1-től a Tanügyminisztérium kisebbségi főosztályának vezérigazgatója.

## Munkássága
Az aradi Vörös Lobogóban kezdett publikálni, rendszeresen közöl pedagógiai, kulturális és matematikai-csillagászati tudománynépszerűsítő írásokat. Kiemelkedik Bolyai-cikke és Nyerünk vagy nem nyerünk című tanulmánya a szerencsejáték matematikai esélyeiről A Hétben (1975); Csillagnevek írásban és szóban című tanulmányát a Művelődés (1980) és a Csillagászat a népköltészetben című írását az Önarckép című antológia (Arad, 1982) közölte. Sorozatot tett közzé A Halley-üstökösre várva címmel a Vörös Lobogóban (1985).
2000-ben a Bodó Barna szerkesztette Romániai Magyar Évkönyv 2000 (Polis Könyvkiadó, Kolozsvár) egyik társszerzője Matekovits Mihály is. E kötet a romániai magyar kisebbség helyzetét igyekszik bemutatni az 1989-es fordulattól 2000-ig.

## Kötetei
- Ötödikes leszek (matematikai példatár, Arad, 1994.)
- Matekozik a család (matematikai feladatok, Budapest, 1996.)
- Matematika és természet.
- Magyar nyelvű oktatás Arad megyében. (társszerzőkkel, 2000.)[3]

## Társasági tagság (válogatás)
- A Kolozsvári Radó Ferenc Matematikai Társaság tagja;
- Egyháztanácsi elnök;
- Az RMPSZ alelnöke (1991-)[4]
- EMKE-tag;
- EME-tag.

## Díjak, elismerések
- Kun Kocsárd-díj (EMKE, 1999)[5]
- Julianus-díj (a csíkszeredai székhelyű Julianus Alapítványtól, 2000)[6]